# 열린우리당

열린우리당의 로고

2006년 지방 선거에 사용된 열린우리당의 로고

대한민국의 시계열적 정당 지도

열린우리당(열린우리黨, 약칭 우리당)은 개혁국민정당, 한나라당, 새천년민주당의 개혁가들이 2003년 11월 11일에 결성한 대한민국의 민주당계 정당이다.
‘열린우리당’이라는 당명은 개방적 공동체주의를 지향한다는 의미를 담고 있다. 우리당의 4대 강령은 ‘새롭고 깨끗한 정치실현’, ‘중산층과 서민이 잘사는 나라구현’, ‘더불어 사는 따뜻한 사회건설’, ‘한반도 평화통일’로서 열린우리당의 정치적 · 시대적 지향점을 압축적으로 표현하고 있다. 또한 ‘전국 정당’을 표방하면서 지역주의 타파를 외쳤다.
지역균형발전을 위한 행정수도 이전을 주장했으며, 2004년 주류정당들이 주도한 대통령 탄핵 사건으로 위기에 처했으나 2004년 총선을 통해 1988년 이래 최초로 의회의 과반을 차지하게 되어 4대 개혁 입법을 추진하였으나 보수야당과의 충돌이 일었고, 2005년 거대 야당인 한나라당에 대연정을 제안했으나 한나라당의 거부로 대연정은 이루어지지 않았다.
김한길 전 원내대표를 비롯한 호남기반의 민주당과 합당하자는 수많은 대통합파 의원들의 집단탈당으로 과반이 붕괴되고 중도개혁통합신당에 이어 2007년 대통합민주신당이 창당되면서 그에 흡수 · 합당되었다.

## 역사

### 창당 과정
2003년 7월 7일에 한나라당에서 탈당한 김부겸, 김영춘, 안영근, 이부영, 이우재등 개혁파 의원 5명과 9월 20일에 새천년민주당에서 탈당한 강봉균, 김근태, 김덕배, 김명섭, 김성호, 김원기, 김태홍, 김택기, 김희선, 남궁석, 문석호, 박병석, 원혜영, 설송웅, 송석찬, 송영길, 송영진, 신계륜, 신기남, 유재건, 이강래, 이상수, 이원성, 이창복, 이해찬, 임종석, 임채정, 장영달, 정대철, 정동채, 정세균, 천용택, 홍재형, 이종걸, 천정배 총 35명, 9월 23일에 새천년민주당을 탈당한 김덕규, 배기선, 10월 23일에 유선호, 오영식, 우상호 등 원외 인사들이 대거 새천년민주당에서 탈당하고, 11월 1일에 새천년민주당을 탈당한 최용규, 11월 3일에 개혁국민정당에서 탈당한 김원웅, 유시민 2명의 의원을 주축으로 하여 당원들의 주체적 참여 속에 2003년 11월 11일에 열린우리당을 창당하였다. 2004년 3월 8일에 한나라당을 탈당한 박승국과 3월 30일에 새천년민주당에서 탈당한 조성준이 입당했다.
노무현 대통령은 당초 민주당을 깨서는 안 된다며 신당 창당에 반대 입장을 취했으나, 대부분의 민주당 내 친노 및 개혁파 세력이 탈당을 결심하자 결국 열린우리당에 참여할 뜻을 밝혔다.

### 창당 초기
2004년 1월 11일 임시 전당 대회를 통해 정동영 의원이 첫 당의장에 당선되었으며 김근태 의원이 첫 원내대표가 되었다. 한나라당과 민주당에 밀려 3위를 기록하던 열린우리당의 지지율은 수직 상승하여 1위가 되었다.
한편, 같은 해 3월 9일 국회에서 노무현 대통령 탄핵소추안이 제출되었다. 열린우리당 의원들은 국회의사당을 점거하고 표결을 저지하려 하였으나, 3월 12일 한나라당 소속의 박관용 국회의장이 국회경비대를 동원하여 열린우리당 의원들을 끌어내고 표결을 진행시킴으로써 탄핵소추안은 통과되었다. 이로써 노무현 대통령의 직무수행은 정지되었고, 고건 총리가 대통령 권한대행을 맡아 국정을 수행했다.
그러나 한나라당과 민주당이 연합하여 통과시킨 탄핵소추안에 대한 국민의 여론은 부정적이었고, 전국 각지에서 탄핵소추안을 통과시킨 국회의원들을 비판하고 헌법재판소에 탄핵소추안 기각을 요구하는 촛불 집회가 열리기까지 하였다. 이런 사회적 분위기에 힘입어 같은 해 4월 치러진 국회의원 총선에서 열린우리당은 과반수 국민의 지지를 얻었다. 또한 그 해 5월 헌법재판소는 재판관 9명 중 3명만이 인용 의견을 내고, 5명이 기각, 1명이 각하 의견을 냄에 따라 노무현 대통령의 탄핵소추안을 기각한다고 판결하였다.

### 2004년 총선거~2005년
한때 정동영 당 의장의 "60대 이상의 노인들은 투표 하면 안된다"는 노인 폄하발언 논란으로 제1당 달성이 어렵게 보이기도 하였으나, 열린우리당은 정동영 의장의 비례대표 후보 사퇴 등 최선의 대응을 통해 제17대 국회의원 선거에서 152석을 차지, 의회 과반수 정당으로 발돋움하게 되었다. 이어 헌법재판소는 5월 14일 노무현 대통령에 대한 탄핵소추안가결안을 기각하였다. 이 판결에 따라 노무현 대통령은 국정운영의 권한을 회복하게 됨으로써 국정운영이 정상화되었다. 그리고 노무현 대통령은 열린우리당의 수석 당원 자격으로 입당하였고, 한나라당의 ‘도덕성’ 문제와 탄핵 역풍에 힘입어 우리당은 명실상부한 집권 여당으로 자리잡았다.
총선 이후 정동영 의장과 김근태 원내대표의 사퇴로 신기남 의원, 이부영 전 의원이 차례로 의장직을 승계하였으며 천정배 의원이 5월에 새 원내대표로 선출되었다. 2004년 열린우리당은 4대 개혁 입법으로서 ‘국가보안법 폐지’, ‘과거사 진상 규명법’, ‘사립학교법’, ‘언론 개혁법’을 제시하고 힘있게 추진하였으나, 당내의 개혁세력과 실용세력과의 분열과 보수세력의 격렬한 반대에 직면했고, 121석의 한나라당은 4대 개혁 입법에 완강하게 맞섰다. 결국 2004년 말, 천정배 원내대표는 연내에 4대 개혁 입법을 완수하지 못한 책임을 지고 사퇴하게 되었다.
2005년 1월초, 당의장을 맡게 된 임채정 의원은 한국 사회의 양극화해소를 위한 방안으로 <선진사회협약 체결>을 제시하였으며 1월에 정세균 의원이 원내대표로 당선되었다. 그러나 이후 열린우리당은 재보궐선거에서 승리하지 못했다.
2005년 4월 2일의 정기전당대회를 통해 당선된 문희상 의원은 양극화해소와 동반성장, 그리고 당의 리더쉽강화를 위해 노력하였다. 그럼에도 불구하고, 당의장 취임직후 실시되었던 4월 재보궐선거와 10월에 실시된 두차례의 선거에서 패배하게 되자 정치적 책임을 지고 상임중앙위원들과 함께 사퇴하였다. 2005년 10월 우리당은 비상 집행위원회를 구성하고 원내대표를 맡고 있던 정세균 의원을 당의장에 겸임 선출하였다. 정세균 의장은 어수선했던 당내 분위기와 보수세력의 반대에도 불구하고 사립학교법개정안을 한나라당의 물리적 반대를 뚫고 국회 통과시킴으로써 여야간의 갈등이 극에 달했다.
2005년 7월 28일 노무현 대통령과 열린우리당은 지역구도 극복을 위한 선거제도 개편을 전제로 총리지명권, 조각권 등을 한나라당이 행사하는 대연정을 한나라당에게 제안하였다. 그러나 개혁 진영 내부의 자중지란만 초래하고 상황은 종료되었다. 이에 대해 한나라당 뿐만아니라 민주당, 민주노동당도 부정적 의견을 밝혔다. 민주노동당 심상정 수석부대표는 "한나라당과 차라리 합당할 것을 권고한다"면서 연정과 선거제도를 교환하겠다는 발상은 정치개혁의 대의에도 맞지 않고 실현 가능성도 없다고 선을 그었으며, 민주당 유종필 대변인은 "노 대통령의 2005년판 3당 합당 시도"라고 비판하였다.
8월 1일 열린우리당은 한나라당 박근혜 대표가 대연정 제안을 단호히 거부한 데 대하여 "지역주의 집착당임을 재확인해준 것"이라고 성토했다. 한나라당과의 대연정 제안에 대한 당내 호남권 일부 의원들의 반발과 관련해 "지역주의 해소를 위한 노무현 대통령의 뜻을 이해해야 한다"며 적극적인 설득에 나섰다. 전병헌 열린우리당 대변인은 이날 상임중앙위원회의 직후 브리핑을 통해 "박 대표 회견은 대단히 실망스럽고 유감스러운 일"이라고 비판했다.

### 2006년
2006년 1월 2일 정세균 의원이 산업자원부 장관으로 내정되어 당의장을 사퇴함으로써 1월 8일 유재건 의원이 임시 당의장을 승계했고, 1월 23일 김한길 의원이 “원내대표”로 선출됐다.
우리당은 2006년 5월 31일 지방선거를 앞두고 2월 18일 임시전당대회를 개최하여 새로운 당 지도부를 구성하고 국민적 지지회복에 전력을 다하였다.
당원들은 어려운 당상황을 극복하고 5.31 지방선거를 이끌어나갈 당의장에 정동영 전 통일부장관을, 최고위원으로 김근태, 김두관, 김혁규, 조배숙 의원을 선출하였다.
2006년 1월 당시, 한나라당은‘사학법개정’을 반대하며 국회앞에서 끊임 없는 시위를 추진하고 있었다. 우리당은 국회정상화 노력을 통하여 2006년 2월 임시국회가 개최되도록 하였으며 지방정부의 부패를 척결하기 위한 법적 제도적 개선을 추진하였다.
우리당은 결국 2006년 5월 31일에 열린 지방선거에서 전북 한곳만 얻고, 참패를 당했다. 이에 정동영 의장이 물러나고 김근태 의원이 당의장직을 승계하였다.
김근태 의장은 <서민경제회복추진위원회>를 구성하고 서민경제회복과 기업의 투자활성화, 일자리창출을 위한 정책을 추진하였다. 그러나 같은 해 7월과 10월의 재보궐 선거에서도 우리당은 연패했으며, 정당의 지지도는 여전히 회복되지 못한 채 고전을 면치 못하였다.

### 대통합민주신당과의 합당
대선을 1년여 앞두고 우리당은 지지자와 국민으로부터 새로운 변화를 강하게 요구받기 시작하였다.
우리당은 새로운 정치, 국민의 신뢰와 지지를 받는 정치를 위한 최우선과제가 평화민주개혁세력의 대단결, 대통합신당의 건설이라는데 뜻을 같이 하고 2006년 하반기부터 본격적으로 민주당과의 재통합, 시민사회 등 다양한 연대 등이 변화를 모색하기 시작하였다.
평화민주개혁세력의 대통합에 대한 다양한 의견과 대통합신당 건설을 앞당기고자 하는 고민속에 당의 일부는 탈당을 선언하였다. 2007년 1월 22일 임종인 의원을 시작으로 1월 23일 최재천, 이계안, 1월 28일 천정배, 1월 30일 염동연, 2월 3일 정성호 의원이 연이어 탈당하였다. 2월 6일에는 소속 국회의원 23명 집단 탈당함으로써 열린우리당은 의회 제2당으로 변모하였으며 2007년 6월에는 추가적으로 16명이 탈당하면서 2004년 4월 15일 총선때 152석 이었던 의석수는 73석으로 줄게 되었다.
열린우리당은 대통합과 2007년 대선승리를 위한 전 당원의 결의를 다지고 새로운 지도부를 선출하기 위하여 2월 14일 전당대회를 개최하였다. 전당대회에서 당원들은 정세균 당의장을 선출하였다.
아직 낮은 국민지지도와 일부 의원들의 집단탈당 등 여러 가지 어려운 조건속에서 전당대회가 자칫 무산될 수 있다는 우려가 있었으나, 우리당의 분열을 막기 위해 모인 약 72%의 당원들이 참석하여 <대통합을 통한 2007년 대선승리>를 결의하였다. 이와 함께 원내대표 장영달 의원을 비롯한 최고위원들을 전당대회에서 선출하였으며, 이들에게 대통합신당의 추진권을 위임하였다.
2007년 8월 18일 열린우리당은 대통합민주신당과의 합당을 공식 의결하였는데 대통합민주신당은 열린우리당, 중도통합민주당, 한나라당, 시민단체에 있다가 나온 사람들에 의해서 2007년 8월 5일에 창당된 정당이다.
2007년 8월 20일 대통합민주신당과 열린우리당이 합당하였다.
2007년 8월 21일 열린우리당 사수파 당원들로 구성된 `열린우리당 지킴이연대'는 중앙선관위를 상대로 합당수리 무효확인 가처분 및 본안소송을 서울 행정법원에 제기했다고 밝혔다. 이들은 소장에서 "우리당 당규에 따르면 전당대회 5일 전인 8월13일까지 대의원 명부를 확정하도록 돼있다"며 "그러나 당 지도부는 8월15일에 가서 재적 대의원 5천347명을 확정했고 다시 전대 당일인 18일 재적 대의원을 5천200명으로 임의 보고해 합당을 결의했다"고 주장했다. 이들은 이어 "당 지도부가 우리당 당헌.당규를 명백하게 위반한 것으로 볼 수 있다"며 "불법과 반칙으로 얼룩진 8.18 전대는 원천무효"라고 덧붙였다.
2007년 8월 30일 `열린우리당 지킴이연대'는 "열린우리당이 추구한 정치.정당 개혁의 목표가 사라지는 것을 방지하고, 당의 법통과 정통성을 온전히 승계하기 위해 중앙선관위에 열린우리당(가칭) 창당준비위원회를 등록했다"고 밝혔다.

## 계파
주로 개혁파들을 중심으로 친노와 비노 실용파 친정,영진 성향의 친김근태, 중도보수 성향의 친고건계와 중진인 광장파 등이 있다. 2007년 들어 통합신당 움직임이 보이면서 대통합파와 당사수파로 분열하였다.

## 조직
- 당원(기간당원)
- 전국 대의원 대회
- 중앙 위원회
- 상임 중앙 위원회
  - 상임 중앙 위원
- 당의장
  - 정세균 ( (전) 당의장)
- 전국위원회
- 사무처(사무처장)

### 역대 당의장
| 대수   | 역대 대표 | 직함           | 임기                               |
| ------ | --------- | -------------- | ---------------------------------- |
| 1      | 김원기    | 의장           | 2003년 10월 27일 ~ 2004년 1월 11일 |
| 2      | 정동영    | 의장           | 2004년 1월 11일 ~ 2004년 5월 17일  |
| 3      | 신기남    | 의장           | 2004년 5월 17일 ~ 2004년 8월 20일  |
| 4      | 이부영    | 의장           | 2004년 8월 20일 ~ 2005년 1월 3일   |
| (임시) | 임채정    | 임시집행위원장 | 2005년 1월 5일 ~ 2005년 4월 2일    |
| 5      | 문희상    | 의장           | 2005년 4월 2일 ~ 2005년 10월 28일  |
| (임시) | 정세균    | 비상집행위원장 | 2005년 10월 29일 ~ 2006년 1월 3일  |
| (임시) | 유재건    | 비상집행위원장 | 2006년 1월 6일 ~ 2006년 2월 18일   |
| 6      | 정동영    | 의장           | 2006년 2월 18일 ~ 2006년 6월 1일   |
| 7      | 김근태    | 의장           | 2006년 6월 9일 ~ 2007년 2월 14일   |
| 8      | 정세균    | 의장           | 2007년 2월 14일 ~ 2007년 8월 20일  |

### 역대 원내대표
- 김근태: 2003년 10월 27일 창당 준비위원회에서 원내대표로 선출
- 천정배: 2004년 5월 11일
- 정세균: 2005년 1월 24일
- 김한길: 2006년 1월 23일
- 장영달: 2007년 1월 31일

## 주요 활동
- 정책적 국헌 개선을 위한 취지의 국가적 상생론 등을 내세워 4대 개혁 입법 시도
- 국민 평화 대통합을 위한 취지의 상생적 연대론 등을 내세워 대연정 시도

## 비판

### 한나라당에 대한 대연정 제안
민주당의 유종필 대변인은 "영남 패권정당을 노리는 노무현 대통령의 2005년판 3당 합당 시도"라며 "만일 한나라당과의 연정이 성사된다면 과거 3당 합당 때처럼 호남을 고립시키는 결과로 이어질 것"이라며, "차라리 그럴바에는 열린우리당을 탈당하고 한나라당에 입당하라"고 비판했다. 민주노동당 심상정 의원단 수석부대표는 "노무현 대통령이 강조한 선거제도 개편에는 동조하나 연정과 선거제도를 교환하겠다는 발상은 정치개혁의 대의에도 맞지 않고 실현 가능성도 없다"고 비판했다.

### 국민의 정부부정
민주당의 유종필 대변인은 “노무현 대통령이 국정원의 도청 문제를 가지고 김대중 전 대통령과 국민의 정부를 격하시켜 DJ와 차별화를 시도한다”고 주장했다. 또한 “대북송금특검으로 6·15 남북 공동선언과 김대중 전 대통령을 수구냉전세력인 한나라당에 팔아넘긴 천박한 인식이 있다”고 비난했다. 김대중 전 대통령은 민주당 탈당파들과 대북송금 특검에 대해서 사과를 요구했다.

### 호남 민심 이반
민주당에 밀려 호남의 지지율이 낮아진 것은 국민의 정부를 부정하는 등의 호남 소외정책 때문이라는 비판이 있다.

### 국론 분열
보수파들은 "행정수도 이전, 국가보안법 폐지, 친일파 청산 등의 일련의 개혁이 국론분열시킨다"면서 "모든 국력을 경제와 안보 등의 현안에 힘을 쏟아야 한다"며 주장한다. 열린우리당을 분열과 실패의 상징으로 규정하며 탈당파, 국민중심당, 민주당원들은 反한나라당 대통합을 주장하며 열린우리당 해체를 주장했다. 그러나 친노세력과 당내 사수파는 "지역주의 야합"이라며 비판하며 열린우리당으로의 대통합을 요구했다.

## 주요 선거 결과

### 국회의원 선거
|  | 53.09% |

|  | 38.26% |

|  | 50.84% |

### 지방선거
|  | 6.25% |

|  | 8.26% |

|  | 7.09% |

|  | 21.81% |

## 역대 전당대회

### 열린우리당 창당대회
2003년 11월 11일, 우리당 창당대회는 모든 공직후보를 국민참여경선을 통해 뽑고 지도부도 당원들의 직접 선거로 선출하는 당헌을 채택한 뒤, 김원기, 이경숙, 이태일 창당준비위원장들을 공동 임시의장으로 추대했다.

### 열린우리당 제1차 전당대회
| 득표순위 | 이름     | 득표수   | 득표율 | 비고         |
| -------- | -------- | -------- | ------ | ------------ |
| 1        | 정동영   | 5,307    | 63.7%  | 의장         |
| 2        | 신기남   | 2,817    | 33.8%  | 상임중앙위원 |
| 3        | 이부영   | 2,817    | 25.7%  | 상임중앙위원 |
| 4        | 김정길   | 1,742    | 20.9%  | 상임중앙위원 |
| 5        | 이미경   | 1,695    | 20.3%  | 상임중앙위원 |
| 6        | 장영달   | 1,092    | 13.1%  |              |
| 7        | 허운나   | 1,073    | 12.9%  |              |
| 8        | 유재건   | 808      | 9.7%   |              |
| 총투표수 | 총투표수 | 총투표수 | 8,338  |              |

2004년 1월 11일, 우리당 전당대회는 의장인 정동영 의원을 비롯한 상임중앙위원들을 선출하였다.

### 열린우리당 제2차 전당대회
| 득표순위 | 이름     | 득표수   | 득표율 | 비고                 |
| -------- | -------- | -------- | ------ | -------------------- |
| 1        | 문희상   | 4,266    | 43%    | 의장                 |
| 2        | 염동연   | 3,339    | 33.7%  | 상임중앙위원         |
| 3        | 장영달   | 3,092    | 31.2%  | 상임중앙위원         |
| 4        | 유시민   | 2,838    | 28.6%  | 상임중앙위원         |
| 5        | 김두관   | 2,687    | 27.1%  |                      |
| 6        | 송영길   | 1,468    | 14.8%  |                      |
| 7        | 김원웅   | 1,076    | 10.9%  |                      |
| 8        | 한명숙   | 1,058    | 10.7%  | 여성 몫 상임중앙위원 |
| 총투표수 | 총투표수 | 총투표수 | 10,498 |                      |

2005년 4월 2일, 우리당 전당대회는 의장인 문희상 의원을 비롯한 상임중앙위원들을 선출하였다.

### 열린우리당 제3차 전당대회
| 득표순위 | 이름     | 득표수   | 득표율 | 비고                 |
| -------- | -------- | -------- | ------ | -------------------- |
| 1        | 정동영   | 4,450    | 48.2%  | 의장                 |
| 2        | 김근태   | 3,847    | 41.7%  | 상임중앙위원         |
| 3        | 김두관   | 3,218    | 34.9%  | 상임중앙위원         |
| 4        | 김혁규   | 2,820    | 30.6%  | 상임중앙위원         |
| 5        | 임종석   | 1,991    | 21.6%  |                      |
| 6        | 김부겸   | 1,355    | 14.7%  |                      |
| 7        | 조배숙   | 424      | 4.2%   | 여성 몫 상임중앙위원 |
| 8        | 김영춘   | 353      | 3.8%   |                      |
| 총투표수 | 총투표수 | 총투표수 | 9,229  |                      |

2006년 2월 18일, 우리당 전당대회에서는 대의원 70%, 당원 여론조사 30% 예비경선을 통해 8명으로 압축한 후보들에 대해 선거인단이 1인 3표로 투표한 결과, 정동영 전 의장을 비롯한 5명을 상임중앙위원으로 선출하였다.

### 열린우리당 제4차 전당 대회
2007년 2월 14일, 2/3에 가까운 소속 의원들의 탈당으로 위기에 처한 우리당 전당대회는 정세균 전 원내대표를 새 의장으로 추대하고, 추대된 지도부에 대통합신당 추진권을 위임하였다.

### 대통합민주신당-열린우리당 합당수임기관 합동회의
2007년 8월 20일, 통합신당과 우리당 합당수임기관 합동회의는 열린우리당의 대통합민주신당 흡수합당을 결의하였다.

## 같이 보기
- 인물
  - 노무현
- 참여정부
- 대한민국의 정당
  - 개혁국민정당 (2002년)
  - 국민참여당 (2010)
  - 대통합민주신당 (2007) - 열린우리당을 기반으로 창당한 정당
- 대한민국 제17대 국회의원 선거